# 권용관
권용관(1976년 11월 19일 ~ )은 전 KBO 리그 한화 이글스의 내야수이자 현 신윤호의 야구왕국 코치이다.

## LG 트윈스시절
성남고등학교를 졸업한 후 1995년 고졸 우선 지명을 받아 LG 트윈스에 입단하였다. 데뷔 이듬 해이자 1군에 올라오기 시작한 1996년부터 점차 두각을 드러내었지만 이후 별 활약을 보여 주지 못하고 현역으로 입대하여 경상남도 산청에서 군 복무를 마쳤다. 그래서 그의 병역 이력으로 생긴 "권병장"이라는 별명이 있다. 빼어난 수비 실력 덕에 2001년부터 2009년까지 LG의 주전 유격수로 활약하였다. 그러나 2010년 초 스프링 캠프에서 어깨 부상을 당해 수비 실력이 떨어지면서 내야수 오지환에게 주전 유격수 자리를 내주었다. 그러면서 2010년 시즌에는 2루수로 출전하기도 하였다.

## SK 와이번스시절
2010년 7월 28일 박정권, 나주환, 박재상 등 주전 야수들의 부상으로 전력에 큰 공백이 생긴 SK 와이번스와의 4:3 트레이드(권용관, 안치용, 이재영, 최동수 ↔ 김선규, 박현준, 윤요섭)를 통해 잠실에서 유니폼을 바꿔 입게 되었다. 그 때 LG는 잠실에서 SK와 홈 3연전을 하던 중이었다.
이적한 첫날 친정 팀 LG와의 경기에서 7:7 상황이었던 연장 10회 초 타석에 들어서 밀어내기 볼넷으로 타점을 올리며 8:7로 역전에 성공하였으나, 다시 8:8로 동점이 된 10회 말 1아웃 주자 1·3루에서 정성훈의 타구를 놓쳐 3루 주자 이택근이 홈을 밟아 끝내기 실책이라는 좋지 않은 기록을 남겼다. 2010 시즌 종료 후 일본 요코하마로 건너가 팔꿈치 뼛조각 제거 수술을 받고 재활하였다. 이후에도 간간히 백업으로 나왔으나 2012년 시즌에 1군 3경기에만 출장하는 등 주전 기회를 잃어 시즌 후 보류선수 명단에서 제외되어 방출되었다.

## LG 트윈스복귀
SK에서 방출된 이후 유지현 코치의 도움으로 2012년 12월 9일 2년 5개월 만에 친정 팀 LG 트윈스로 복귀한다. 비록 야수 선택으로 인한 득점으로 인정되었지만, 2013년 5월 23일 대구 삼성전에서 홈 스틸을 성공시켜 강한 인상을 남겼다. 2013 시즌 후 FA를 선언하여 1년 재계약을 맺었다.
그러나 2014 시즌후 보류선수 명단에서 제외되며 방출되었다.

## 한화 이글스시절
2014년 11월 25일 김성근 감독은 LG 보류선수 명단에서 제외된 권용관의 방출 소식을 접한 직후 직접 전화를 걸어 마무리훈련 중인 일본 오키나와로 건너와 입단 테스트를 받아 볼 것을 권유했다. 김 감독은 권용관이 LG에서는 설 자리를 잃어 유니폼을 벗게 됐지만 선수 층이 약한 한화에서는 백업 내야수로 활용 가치가 있다고 판단한 것이다. 2015년 1월 7일 한화이글스는 내야수 권용관 영입을 공식 발표했다. 한화에서 새로운 도전에 나서게 되는 권용관은 연봉 7천만원에 계약을 마무리지었다. 2016년 9월 13일 웨이버 공시가 되었다.

## 은퇴 이후
웨이버 공시 이후 모교 성남고등학교 야구부 코치를 맡고 있다고 해 현재는 사실상 은퇴 상태이며, 전 한화 소속 김태완, 현 한화 소속 송광민과 하주석과 함께 중화민국으로 개인 훈련을 떠나기도 했다.

## 출신 학교
- 서울봉천초등학교
- 강남중학교
- 광영고등학교 → 성남고등학교 전학

## 응원가

### LG 트윈스시절
1번째 응원가 원곡은 빅뱅의 'Oh! My friend'로 가사는 "권!용!관! 권!용!관! LG의 권!용!관! 워우워어 권!용!관! 권!용!관! 워어어~ LG의 권용관"이고, 2번째 원곡은 클론의 '쿵따라 샤바라'로 가사는 "날려라 날려버려 권용관~x4"이다.

### SK 와이번스시절
원곡은 김학래의 '해야 해야'로 가사는 "안타 안타 권용관 안타! SK 권용관 안타 치러 간다"이다.

### 한화 이글스시절
원곡은 줄리엣의 곡인 '기다려! 늑대'의 후렴구로 가사는 "안타 권용관~ 안타 권용관~ 승리를 위해~ 이글스 권용관x4"이다.